# Anna Gras
Pour les articles homonymes, voir Gras.
 (décembre 2021).
Si vous disposez d'ouvrages ou d'articles de référence ou si vous connaissez des sites web de qualité traitant du thème abordé ici, merci de compléter l'article en donnant les références utiles à sa vérifiabilité et en les liant à la section « Notes et références ».
Anna Gras, née le 31 octobre 1980 est une actrice espagnole. Elle est connue pour avoir participé à différentes séries télévisées espagnoles, telles que La que se avecina, La peluquería, La casa de papel et Sé quién eres (en).

## Biographie
Anna Gras a commencé ses études en Espagne, mais les a ensuite poursuivies à New York. Ses premiers pas dans le théâtre vont de pair avec Pep Antón Gómez dans une compagnie théâtrale à l'Université Pompeu de Barcelone, dans cette compagnie il interprète des œuvres telles que Le Songe d'une nuit d'été dans le rôle d'Hermia ou encore Un chapeau de paille d'Italie dans le rôle de La Baronne.
Après avoir terminé ses études secondaires, elle a commencé son diplôme en droit et après l'avoir terminé, elle a commencé une carrière dans le théâtre, combinant des études avec la danse et le chant. Après avoir terminé ses études au conservatoire, il s'inscrit à Mamá Carlota, partage de parcelle avec Rosario Pardo, Marcel Borràs, Ferran Rañé, entre autres.
Après plusieurs années à jouer des seconds rôles, en 2014 elle participe à un chapitre de La que se avecina en jouant Begoña, une fille qui est à l'asile où ils admettent Maite (Eva Isanta) et Violeta (Silvia Abril)
En 2017 elle a participé à un chapitre de la série Telecinco, Sé quién eres. Cette même année, elle a signé pour La casa de papel la nouvelle série pour Antena 3 dans laquelle elle a joué Mercedes Colmenar, l'enseignante des élèves qui sont kidnappés à la Monnaie nationale et du Timbre, partageant complots avec Úrsula Corberó,  Pedro Alonso, Paco Tous, Alba Flores, entre autres.
À l'été 2017, elle fait sa première dans La 1, Le coiffeur une sitcom qui se déroule dans un salon de coiffure de quartier, joue Marga, une coiffeuse et amie de Nati (Chiqui Fernández) et le partenaire de Paloma (Bárbara Mestanza).

## Curiosités
Anna Gras parle espagnol, catalan et anglais. Elle a également une connaissance de parler en italien et en français. Parmi ses passe-temps figure l'équitation, qu'elle pratique depuis qu'elle est petite.

## Filmographie

### Cinéma
- 2011 : All Stars 2: Old Stars : José Lopez
- 2011 : Snowflake, le gorille blanc : Minyona Luc de Sac
- 2015 : Comment j'ai failli rater mon mariage : Seis

### Télévision
- 2008 : Mamá Carlota (téléfilm) : Carla
- 2010 : Conte de Nadal@.cat (téléfilm) : Fille Pérez
- 2012 : Mentiders (téléfilm) : Dependenta joguines
- 2014 : La que se avecina : Begoña (1 épisode)
- 2016 : Big Band Clan : Amanda (23 épisodes)
- 2017 : Sé quién eres (en) : Enfermera Raquel (1 épisode)
- 2017 : La peluquería (es) : Marga (118 épisodes)
- 2017 : La casa de papel : Mercedes Colmenar (14 épisodes)
- 2019 : Benvinguts a la família : Ayla (7 épisodes)